# Наваермоса (Толедо)
Наваермоса (ісп. Navahermosa) — муніципалітет в Іспанії, у складі автономної спільноти Кастилія-Ла-Манча, у провінції Толедо. Населення — 4289 осіб (2010).
Муніципалітет розташований на відстані близько 110 км на південний захід від Мадрида, 46 км на південний захід від Толедо.
На території муніципалітету розташовані такі населені пункти: (дані про населення за 2010 рік)
- Наваермоса: 4216 осіб
- Ріо-Седена: 73 особи

## Демографія
Динаміка населення (INE ):

## Галерея зображень

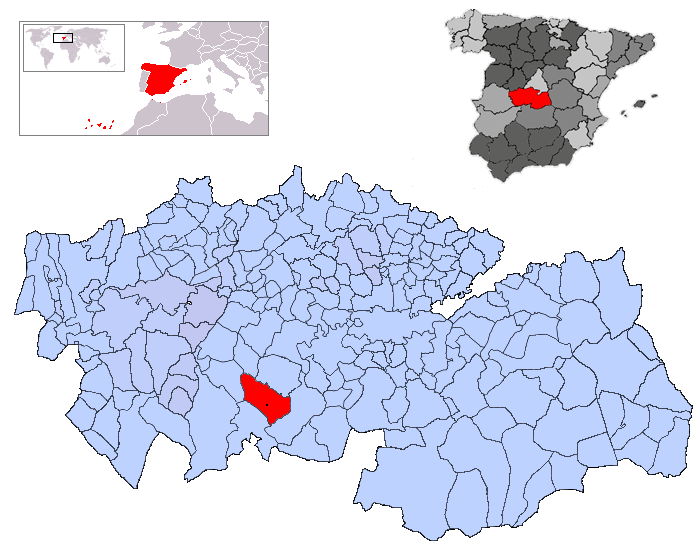
Розташування муніципалітету у провінції Толедо